# Papantla
Papantla, plus précisément Papantla de Olarte, est une ville située dans le nord de l'État de Veracruz, au Mexique. Bien qu'en retrait de la côte, elle fait partie du golfe du Mexique. Elle est le chef-lieu de la municipalité de Papantla. Son développement urbain, ainsi que celui des villes proches de Poza Rica, Coatzintla, Tihuatlán et Cazones, dont les municipalités sont limitrophes, tend à faire de cet espace une même aire de conurbation, dénommée "Zona metropolitana de Poza Rica", et se trouve à l'est de la ville de Poza Rica. Elle est aussi le chef-lieu du diocèse de Papantla.

## Géographie
La ville de Papantla de Olarte se trouve dans la plaine côtière du golfe du Mexique, dans le bassin versant du fleuve côtier Tenixtepec, qui s'intercale entre les fleuves Río Cazones au nord et Río Tecolutla au sud. Occupant le centre de sa municipalité, elle est établie sur le ruisseau Puerco, qui est un tributaire du fleuve Tenixtepec, à 186 mètres d'altitude. Elle était peuplée en 2020 de 55 452 habitants.
La municipalité de Papantla, dont Papantla de Olarte est le chef-lieu, fait partie de la Zona metropolitana de Poza Rica (es), regroupant les municipalités de Cazones de Herrera, Coatzintla, Papantla, Poza Rica de Hidalgo et Tihuatlán, pour une population de 548 859 habitants.

## Histoire

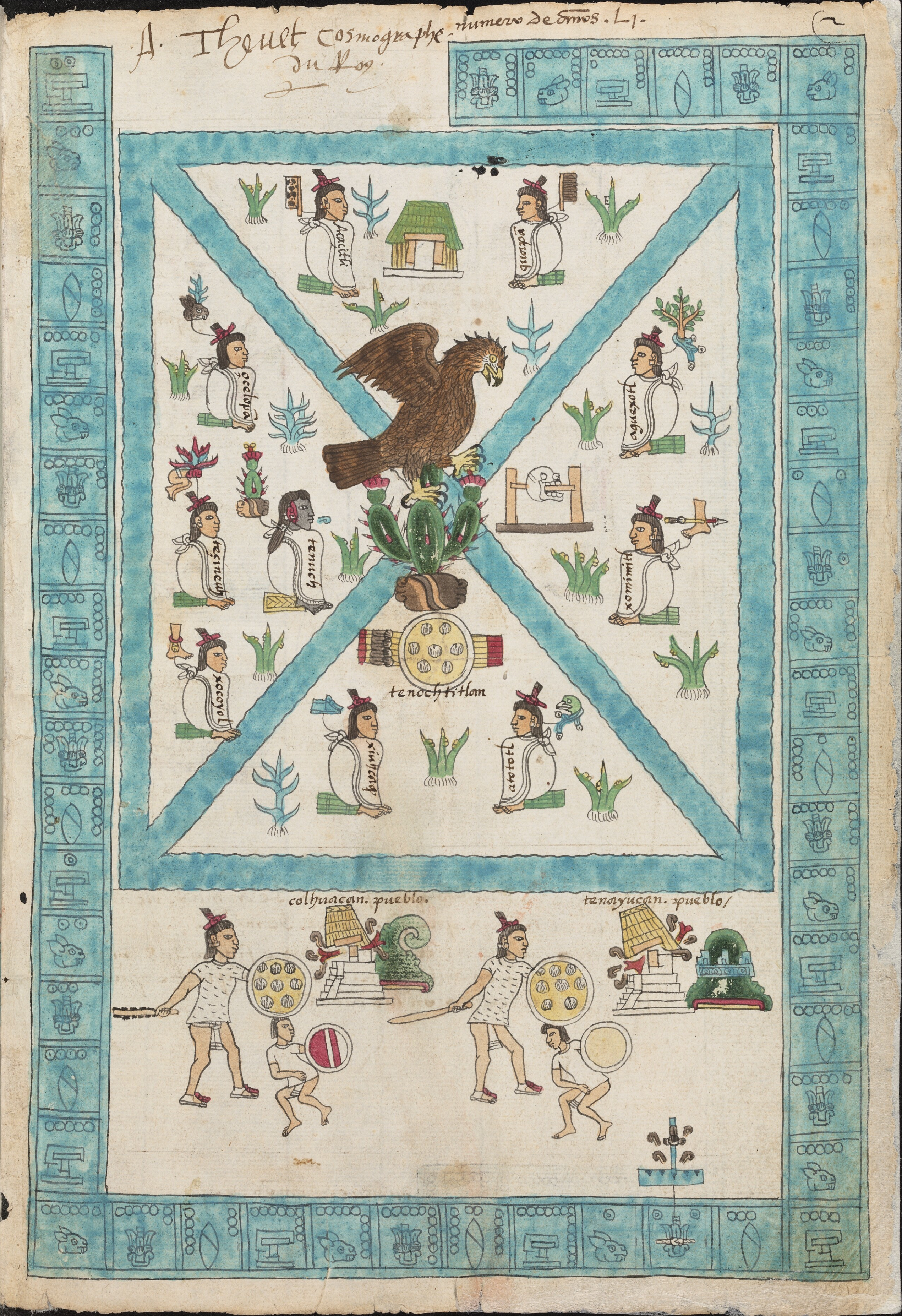
Folio 2 du Codex Mendoza (Codex Mendocino)

Elle succède aux alentours de 1230 à la ville Totonaque d'El Tajín, qui connaît un intense développement entre le Ier et le XIIIe siècle de notre ère, atteignant à son apogée une population de 15 000 à 20 000 habitants.
Avant 1440, la ville et sa région sont conquises par le souverain aztèque Itzcoatl. Elle prend alors le nom mexica de Papantla. Le nom de Papantla apparaît ainsi dans le Codex Mendocino, datant du milieu du XVIe siècle. Ce nom provient du nahuatl "papan", désignant un oiseau de la famille des corvidés, et du suffixe "tlan", exprimant une abondance.
Durant la période hispanique, au XVIIe siècle, la ville de Papantla reçoit le nom de Papantla de Santa María de la Asunción, qui correspond au vocable de la paroisse, dont l'église avait été bâtie en 1570, par des religieux de l'ordre des franciscains.
En 1910, Papantla est élevée au rang de ville (ciudad), et prend le nom de Papantla de Hidalgo. En 1935, la ville connaît un nouveau changement de nom, et devient Papantla de Olarte, du nom du général Serafín Olarte (es), héros de la guerre d'indépendance du Mexique,.

## Patrimoine

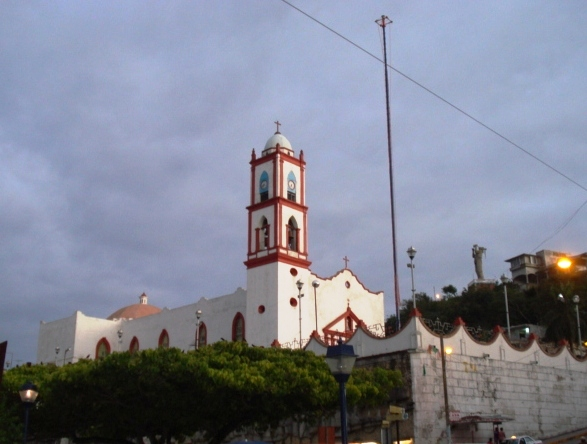
Cathédrale de Nuestra Señora de la Asuncion

Le site d'El Tajín, situé à une dizaine de kilomètres à l'ouest, est classé au Patrimoine mondial de l'UNESCO depuis 1992. Il fait partie des Pueblos Mágicos, une initiative du gouvernement recensant 121 villages d'intérêt dans le pays.
La cathédrale Nuestra Señora de la Asunción voit sa construction débuter en 1570, sous la supervision des religieux de l'ordre des franciscains. L'édifice est alors placé sous le vocable de Santa María. Cette première phase de construction s'achèvera vingt ans plus tard. Une légende dit qu'en 1646 fut découverte sur une plage de Tecolutla une statue de Nuestra Señora de la Asunción (Notre-Dame-de-l'Assomption). Le vocable de l'église fut alors modifié pour s'accorder à cette découverte. En 1875, l'église se dote d'un clocher. En 1922, est érigé le diocèse de Papantla ; l'église devient alors cathédrale,.

## Évêché
- Diocèse de Papantla
- Cathédrale de Papantla